# Manuel Nájera
Manuel Nájera (* 20. Dezember 1952) ist ein ehemaliger mexikanischer Fußballspieler, der in der Verteidigung agierte.
Seine Karriere begann vermutlich beim CD Zacatepec, bei dem er einer Quelle zufolge von 1971 bis 1973 unter Vertrag gestanden haben soll, während die RSSSF ihm bei seinem Länderspieldebüt am 12. Oktober 1972 gegen Costa Rica (3:1) eine Zugehörigkeit zum Club Jalisco zuschreibt. Anschließend spielte er beim Puebla FC, ehe er 1975 zu Universidad de Guadalajara wechselte. In dessen Vereinsgeschichte war er der einzige aktive mexikanische Nationalspieler. Nach vier Jahren wechselte er für die Saison 1979/80 zum Lokalrivalen Jalisco, ehe es ihn 1980 in den Norden des Landes zog, wo er die letzten drei Jahre seiner Profikarriere beim CF Monterrey verbrachte.
Höhepunkt seiner Nationalmannschaftskarriere war das Jahr 1977, als er acht Länderspiele über die jeweils volle Distanz von 90 Minuten bestritt. Zu diesen Spielen mit der eindrucksvollen Bilanz von sechs Siegen und zwei Remis gehörten neben einem 5:1-Kantersieg gegen Jugoslawien und einem 2:2 gegen den amtierenden Weltmeister Deutschland auch vier Siege in der Endrundengruppe der CONCACAF gegen Haiti (4:1), El Salvador (3:1), Guatemala (2:1) und Kanada (3:1), wodurch die Qualifikation zur Fußball-Weltmeisterschaft 1978 gelang. Zwar gehörte Nájera zum WM-Kader Mexikos, kam jedoch nicht zum Einsatz. Insofern war das Qualifikationsspiel gegen Kanada vom 22. Oktober 1977 zugleich sein letztes Länderspiel.